# Lindessjön

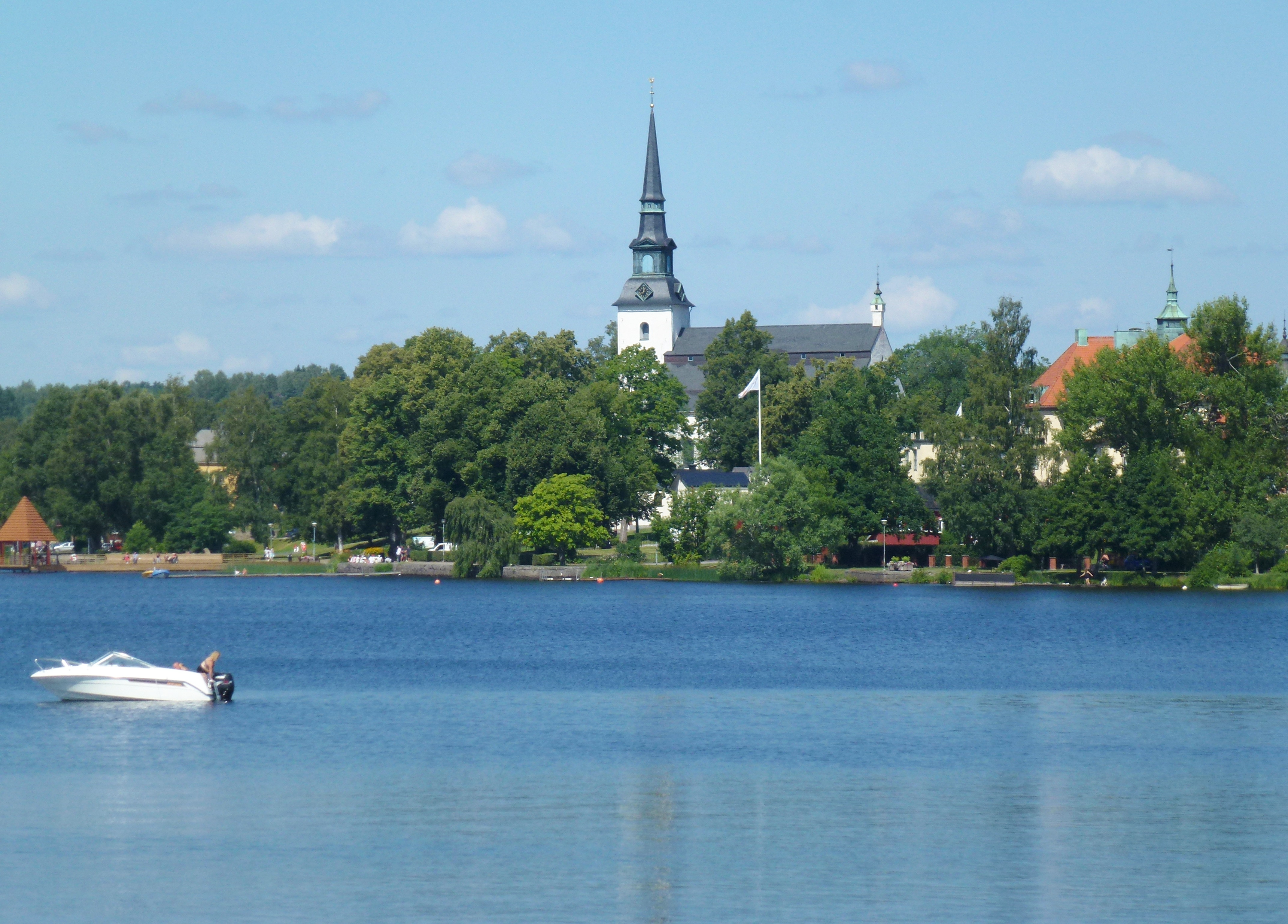
Lindessjön och Lindesbergs kyrka.

Lindessjön, (bör enligt äldre kartmaterial stavas med ett s), ligger vid Lindesberg och var sannolikt ett av skälen till att staden etablerades här. Sjön utgör en uppskattad entré till staden då infarten söderifrån följer strandkanten. En rullstensås med namnet Pälsärmen har skapat en låggrund vik i öster, som brukar kallas Lilla Lindesjön. Den västra delen kallas sedan även Stora Lindessjön.
Mitt i sjön ligger ön Trallingen.
Sjön avvattnas via Borsån, Vedevågssjön, Väringen och Arbogaån till Mälaren. 